# Краснопресненська (станція метро)
«Краснопресненська» (рос. Краснопресненская) — станція Кільцевої лінії Московського метрополітену. Розташована між станціями «Київська» і «Білоруська».
Станція відкрита в 1954 у складі черги «Білоруська» — «Парк культури». Назва по вулиці Червона Пресня.

## Вестибюлі і пересадки
Павільйон станції, виконаний за проєктом архітекторів Каро Алабян і Т. А. Ільїної у співавторстві з В. І. Алешиною і Т. Д. Зебріковою у формі ротонди, виходить на вулиці Червона Пресня і Конюшківську, поблизу Московського зоопарку. Біля входу у вестибюль — скульптура «Дружинник» роботи Олексія Зеленського (1955).
Перехід на станцію «Барикадна» Тагансько-Краснопресненської лінії, відкритий в 1972, розташовано у торці центрального залу. До спорудження переходу в торці розташовувалася скульптура, яка зображала В. І. Леніна і І. В. Сталіна.

### Пересадки
- Метростанцію  «Барикадна»,
- Автобуси: м3, м31, м35, 69, 116, 152, с216, с344, с364, 366, с369, 379, с511

## Технічна характеристика
Конструкція станції — трисклепінна пілонна станція (глибина закладення — 35,5 м). Споруджена за типовим проєктом. Поперечний перетин пілонів зменшено, проходи між пілонами — збільшені. Автори проєкту — В. С. Егерев, М. П. Константинов, Ф. А. Новиков і І. А. Покровський . Діаметр центрального залу — 9,5 метрів. У березні 2002 пасажиропотік по входу становив 32 400 осіб.

## Оздоблення
Пілони оздоблені світлим мармуром і темно-червоним гранітом. Колійні стіни оздоблені світлим мармуром; підлога викладена гранітом червоного, сірого і чорного кольорів. Тема художнього оформлення — революційний рух 1905 і 1917 років у Російській імперії. На склепінні центрального залу — 14 барельєфів (автори — Н. А. Щербаков, Ю. П. Поммер, В. А. Федоров, Ю. Г. Ушков, Г. Н. Колесников), шість з яких присвячені революційним подіям 1917 року, вісім — революції 1905 року . У бічних залах над пілонами розміщені барельєфи з датами революційних подій — «1905-1917».

## Колійний розвиток

Схема колійного розвитку станції Краснопресненська

Станція з колійним розвитком — 3 стрілочних переводи і 1 станційна колія для обороту та відстою рухомого складу, що переходить у ССГ з електродепо ТЧ-4 «Червона Пресня».